# Un grand sommeil noir (Ravel)
Pour les articles homonymes, voir Un grand sommeil noir (homonymie).
Un grand sommeil noir est une mélodie pour voix et piano de Maurice Ravel composée en 1895, sur un poème de Paul Verlaine.

## Présentation
La mélodie Un grand sommeil noir est l'une des premières compositions de Maurice Ravel, écrite en 1895, sur un poème de Paul Verlaine, tiré du recueil Sagesse (1881).
La partition est restée inédite du vivant du compositeur mais son frère cadet, Édouard Ravel (1878-1960), en a autorisé la publication à titre posthume en 1953 par la Fondation Maurice Ravel, en dépôt aux éditions Durand, d’après un manuscrit autographe appartenant à Lucien Garban, avec une présentation de Roland-Manuel.
En 1975, année de célébration du centenaire de la naissance de Maurice Ravel, la partition a été rééditée aux éditions Salabert avec une notice d’Arbie Orenstein.
Dans le catalogue des œuvres de Ravel établi par Marcel Marnat, la pièce porte le numéro M 6.

## Analyse
Pour Roland-Manuel, qui a pu consulter un manuscrit autographe de Un grand sommeil noir appartenant à Lucien Garban, cette mélodie est une « œuvre curieuse et poignante en son implacable monotonie, à quoi le Prélude de L'Heure espagnole  et la cloche du Gibet viendront faire écho douze et treize ans plus tard. L’harmonie, qui s’apparente vaguement, au début, à quelque Lamento d’Henri Duparc, s’inspire surtout des  Sarabandes d’Erik Satie ; mais elle s’en dégage et déjà s’en distingue par la rigueur qui règle le mouvement des parties ».
Selon Marcel Marnat, « à ce texte immobile (que l’on s’étonne de voir choisi par un si jeune homme), Ravel ajoute une envolée lyrique (sur « Ah la triste histoire »), sursaut qui fait efficacement respirer le texte que tout disposait à un statisme « gymnopédique ». De même un chromatisme fiévreux fait la fin plus ambiguë après cette lente randonnée solennelle dans un climat contristé.  ».
Christian Goubault souligne que « dès les premières mélodies (Un grand sommeil noir, 1895 ; Sainte , 1896), la répétition fait partie intégrante de l’esthétique ravélienne. Le monotone recto-tono du récitatif est accompagné par un ostinato tournant de quatre accords à 4/4, qui évolue peu dans ses variantes, et qui traduit bien le climat poignant et nostalgique d’Un grand sommeil noir ». Il ajoute que « une lente et sourde procession chromatique d’accord accompagne tout du long Un grand sommeil noir, mélodie qui peut faire penser à Satie ».
Pour Bénédicte Palaux Simonnet, Un grand sommeil noir « apparaît musicalement plus nourri et lancé comme un défi aux “officiels” qui l’ont écarté du Conservatoire ». « Cette mélodie pour piano et voix grave, épurée à l’extrême, se rattache à la veine hermétique voire décadente alors très en vogue ».
La durée moyenne d'exécution de la mélodie est de trois minutes trente environ.

## Discographie
- Irma Kolassi : Gabriel Fauré, Claude Debussy, Maurice Ravel, Arthur Honegger, CD, par Írma Kolássi (mezzo-soprano) et André Collard (piano), INA Mémoire vive, 1993. (Enregistrement de 1957 pour la Radiodiffusion française)
- Fischer-Diskau Edition. Debussy, Ravel : Mélodies. Ives : Songs, CD, par Dietrich Fischer-Dieskau (baryton) et Karl Engel (piano), Deutsche Grammophon (463 514 2), 2000. (Réédition d'un enregistrement Polydor International de 1960)
- Ravel : Mélodies, CD, par Bernard Kruysen (baryton) et Noël Lee (piano), Auvidis Valois (V4700), 1993. (Réédition d’un disque 33 tours de 1973 chez Valois)
- Ravel : Complete Songs for Voice and Piano, CD 1, par Inva Mula (soprano) et David Abramovitz (piano), Naxos 8.554176-77, 2003.
- Maurice Ravel : The Complete Works, CD 13, par José van Dam (baryton-basse) et Dalton Baldwin (piano), Warner Classics 0190295283261, 2020.

### Monographies
- Roland-Manuel, À la gloire de... Maurice Ravel, Paris, Nouvelle Revue Critique, 1938, 287 p. (BNF 32580891)
- Marcel Marnat, Maurice Ravel, Paris, Fayard, coll. « Les indispensables de la musique », 1986, 828 p. (ISBN 2-213-01685-2, BNF 43135722).
- Christian Goubault, Maurice Ravel : le jardin féerique, Paris, Minerve, 2004, 357 p. (ISBN 2-86931-109-5, BNF 39264179).
- Bénédicte Palaux Simonnet, Maurice Ravel, Paris, Bleu Nuit éditeur, coll. « Horizons » (no 71), 2020, 176 p. (ISBN 978-2-35884-085-9).

### Articles et chapitres de livres
- René Chalupt, « Maurice Ravel et les prétextes littéraires de sa musique », La Revue musicale, no 6,‎ 1er avril 1925, p. 65-74 (lire en ligne, consulté le 30 mars 2024).